# جائزة مونتباتن البحرية
جائزة مونتباتن البحرية (بالإنجليزية: Mountbatten Maritime Prize)‏ تمنح جائزة مونتبابن البحرية لمؤلف منشور متميز قام بتقديم مساهمة كبيرة في التاريخ البحري للمملكة المتحدة وتمنح هذه الجائزة سنويا سابقا من قبل المؤسسة البحرية البريطانية الخيرية سابقا. والجائزة قطعة من طبق فضي. وكانت تعرف سابقا باسم جائزة مونتباتن لإفضل مساهمة إدبية. ابتداءا من عام 2018 أصبحت تسمى بجائزة مونتباتن لإفضل كتاب. وتم منح أمناء المؤسسة البحرية بناءً على توصية لجنة الجوائز.

## مستلمون الجائزة على مدار الأعوام السابقة
المصدر: المؤسسة البحرية

### جائزة مونتباتن البحرية
- 2000 ريل ادميرال [بحاجة لمصدر] جي ريتشارد هيل.
- 2001 جيم رينج، نحن نأتي غير مرئييين.[3]
- 2002 أندرو ويليامز وبي بي سي معركة فريق أتلانتيك.
- 2003 بيتر بادفيلد، القوة البحرية والنضال من أجل الحرية.[4]
- 2004 تيم بيكوك، إيقاف نابليون - وأيقاف الحرب والمكائد في البحر الأبيض المتوسط.[5]
- 2005 البروفيسور روب ونايت، السعي وراء النصر - حياة وإنجازات هوراشيو نيلسون.[6]
- 2006 نيكوليت جونز، إحساس بليمسول.[7]
- 2007 الكابتن أندرو ويلش البحرية الملكية وحروب سمك القد.[8]
- 2008 توم كلايتون، تارس: الرجال الذين صنعوا بريطانيا يحكمون الأمواج.[9]
- 2009 كيت لانس، الآن فيليرز: فوييجر أوف ذا ويندز.[10][11]
- 2010 ريتشارد جيليات وبيتر هونين، الذئب: كيف أرهب أحد المهاجمين الألمان البحار الجنوبية خلال الحرب العالمية الأولى.[12]
- 2011 ديفيد أبو العافية، البحر العظيم: تاريخ إنساني للبحر الأبيض المتوسط.[13]
- 2014 أندرو آدامز وريتشارد غودمان، ضوءعلى المياه: تاريخ بيت الثالوث.[14]
- 2015 باري غوف، باكس بريتانيكا: حكم الأمواج وحفظ السلام قبل أرمجدون.[15]
- 2016 بيتر هينيسي وجيمس جينكس الغواصة الصامتة: خدمة الغواصات البحرية الملكية منذ عام 1945.[16]
- 2017 ريجنالد كوجسويل، إكستر: سفينة متوسط الحجم.[17]

### جائزة مونتباتن
- 2018 ديفيد ميرنر، صياد حطام السفن: عمر من الاكتشافات غير العادية في أعماق البحار.[18]
- 2019 راشيل سليد، في البحر الهائج: ثلاثة وثلاثون بحارًا وعاصفة عملاقة وغرق إلفارو.[19]